# Dancing in the Dark
Dancing in the Dark is een nummer, geschreven en gezongen door de Amerikaanse zanger Bruce Springsteen. Door voor het eerst uptempo synthesizerriffs en syncope toe te voegen aan zijn 'sound', werd dit zijn eerste én grootste hit van zijn zeer succesvolle zevende studioalbum Born in the U.S.A. uit 1984, dat mede daardoor ook zijn best verkochte album werd. De single werd oorspronkelijk in het voorjaar van 1984 uitgebracht en in mei 1985 heruitgebracht.

## Succes in de hitlijsten
Op het Europese vasteland en dus ook in Nederland werd de single voor het eerst officieel uitgebracht in mei 1984 en werd op dinsdag 15 mei 1984 door dj Felix Meurders verkozen tot Verrukkelijke Hittip bij de VARA op Hilversum 3, maar werd toen géén hit. De plaat stond maar vier weken in de Nederlandse Top 40 en behaalde slechts de 31e positie. Ook in de Nationale Hitparade (38e positie) en de TROS Top 50 (42e positie) werd de plaat toen géén hit. 
Een jaar later werd de plaat opnieuw uitgegeven, ditmaal wél met succes. De plaat werd in het voorjaar van 1985 veel gedraaid op Hilversum 3 en werd een gigantische hit in de destijds drie landelijke hitlijsten op de nationale publieke popzender. De plaat stond nu vijftien weken genoteerd in de Nederlandse Top 40 en behaalde de nummer-1 positie. Ook in de TROS Top 50 werd de nummer-1 positie bereikt en stond maar liefst zestien weken in de lijst genoteerd .
 In de Nationale Hitparade bleef de plaat steken op de 2e positie en stond in 1985 eenentwintig weken genoteerd. In de Europese hitlijst op Hilversum 3, de TROS Europarade, werd de 11e positie bereikt.
In België bereikte de plaat de nummer 1-positie in zowel de voorloper van de Vlaamse Ultratop 50 als de Vlaamse Radio 2 Top 30. In Wallonië werd géén notering behaald.
De single behaalde ook in Springsteens' thuisland de Verenigde Staten de 2e positie in de Billboard Hot 100. The Reflex van Duran Duran en When Doves Cry van Prince hielden de plaat daar van de nummer 1-positie af. Ofschoon de plaat in Australië niet hoger kwam dan de 5e positie, bleef de plaat voor het grootste gedeelte van 1984 in de hitlijst staan, en werd het de best verkochte single van dat jaar in Australië. In het Verenigd Koninkrijk bereikte de single de 4e positie in de UK Singles Chart en was in de lijst van best verkochte singles nummer 27.
De plaat bezorgde Springsteen ook zijn eerste Grammy Award, voor 'Best Male Rock Vocal Performance' in 1985. Ook won de plaat een MTV Video Music Award, voor 'Best Stage Performance'. In 1985 werd Dancing in the Dark verkozen tot single van het jaar door de lezers van het Amerikaanse magazine Rolling Stone.

## Videoclip
De videoclip, geregisseerd door Brian DePalma, is een liveregistratie van het nummer, maar is het best herinnerd dankzij de deelname van actrice Courteney Cox aan de clip. Zij speelt een fan die door Springsteen op het podium wordt gevraagd, waarna zij met hem danst. Cox ging daarna spelen in Misfits of Science en Family Ties, maar zou later bekend worden als Monica Geller in Friends. Ook al had ze al eerder kleine rollen in televisiereclames gespeeld, het optreden in de Dancing in the Dark-video wordt alom gezien als de grote doorbraak van Courteney Cox.
De videoclip is opgenomen in juni 1984 in het St. Paul Civic Center in St. Paul, voor en tijdens de show van de Born in the U.S.A. Tour. De videoclip werd voor het eerst uitgezonden op 10 juli 1984 op MTV. Door de grote hoeveelheid 'airplay' werd Springsteens muziek aan een nieuw, jonger en groter publiek getoond. In Nederland werd de videoclip destijds op televisie uitgezonden in de popprogramma's AVRO's Toppop, Countdown van Veronica met Veronica Hilversum 3 dj Adam Curry en TROS Popformule met toennalig TROS Hilversum 3 dj Erik de Zwart.

## Hitnoteringen

### Nederlandse Top 40
| Hitnotering week 1 t/m 4: 16-06-1984 t/m 07-07-1984 Hitnotering week 5 t/m 19: 11-05-1985 t/m 17-08-1985 | Hitnotering week 1 t/m 4: 16-06-1984 t/m 07-07-1984 Hitnotering week 5 t/m 19: 11-05-1985 t/m 17-08-1985 | Hitnotering week 1 t/m 4: 16-06-1984 t/m 07-07-1984 Hitnotering week 5 t/m 19: 11-05-1985 t/m 17-08-1985 | Hitnotering week 1 t/m 4: 16-06-1984 t/m 07-07-1984 Hitnotering week 5 t/m 19: 11-05-1985 t/m 17-08-1985 | Hitnotering week 1 t/m 4: 16-06-1984 t/m 07-07-1984 Hitnotering week 5 t/m 19: 11-05-1985 t/m 17-08-1985 | Hitnotering week 1 t/m 4: 16-06-1984 t/m 07-07-1984 Hitnotering week 5 t/m 19: 11-05-1985 t/m 17-08-1985 | Hitnotering week 1 t/m 4: 16-06-1984 t/m 07-07-1984 Hitnotering week 5 t/m 19: 11-05-1985 t/m 17-08-1985 | Hitnotering week 1 t/m 4: 16-06-1984 t/m 07-07-1984 Hitnotering week 5 t/m 19: 11-05-1985 t/m 17-08-1985 | Hitnotering week 1 t/m 4: 16-06-1984 t/m 07-07-1984 Hitnotering week 5 t/m 19: 11-05-1985 t/m 17-08-1985 | Hitnotering week 1 t/m 4: 16-06-1984 t/m 07-07-1984 Hitnotering week 5 t/m 19: 11-05-1985 t/m 17-08-1985 | Hitnotering week 1 t/m 4: 16-06-1984 t/m 07-07-1984 Hitnotering week 5 t/m 19: 11-05-1985 t/m 17-08-1985 | Hitnotering week 1 t/m 4: 16-06-1984 t/m 07-07-1984 Hitnotering week 5 t/m 19: 11-05-1985 t/m 17-08-1985 | Hitnotering week 1 t/m 4: 16-06-1984 t/m 07-07-1984 Hitnotering week 5 t/m 19: 11-05-1985 t/m 17-08-1985 | Hitnotering week 1 t/m 4: 16-06-1984 t/m 07-07-1984 Hitnotering week 5 t/m 19: 11-05-1985 t/m 17-08-1985 | Hitnotering week 1 t/m 4: 16-06-1984 t/m 07-07-1984 Hitnotering week 5 t/m 19: 11-05-1985 t/m 17-08-1985 | Hitnotering week 1 t/m 4: 16-06-1984 t/m 07-07-1984 Hitnotering week 5 t/m 19: 11-05-1985 t/m 17-08-1985 | Hitnotering week 1 t/m 4: 16-06-1984 t/m 07-07-1984 Hitnotering week 5 t/m 19: 11-05-1985 t/m 17-08-1985 | Hitnotering week 1 t/m 4: 16-06-1984 t/m 07-07-1984 Hitnotering week 5 t/m 19: 11-05-1985 t/m 17-08-1985 | Hitnotering week 1 t/m 4: 16-06-1984 t/m 07-07-1984 Hitnotering week 5 t/m 19: 11-05-1985 t/m 17-08-1985 | Hitnotering week 1 t/m 4: 16-06-1984 t/m 07-07-1984 Hitnotering week 5 t/m 19: 11-05-1985 t/m 17-08-1985 | Hitnotering week 1 t/m 4: 16-06-1984 t/m 07-07-1984 Hitnotering week 5 t/m 19: 11-05-1985 t/m 17-08-1985 | Hitnotering week 1 t/m 4: 16-06-1984 t/m 07-07-1984 Hitnotering week 5 t/m 19: 11-05-1985 t/m 17-08-1985 |
| Week | 1 | 2 | 3 | 4 | | 5 | 6 | 7 | 8 | 9 | 10 | 11 | 12 | 13 | 14 | 15 | 16 | 17 | 18 | 19 | |
| --- | --- | --- | --- | --- | --- | --- | --- | --- | --- | --- | --- | --- | --- | --- | --- | --- | --- | --- | --- | --- | --- |
| Nummer                                                                                                   | 38 | 31 | 31 | 35 | uit | 28 | 11 | 5 | 3 | 2 | 2 | 1 | 2 | 2 | 3 | 3 | 7 | 10 | 15 | 27 | uit |

### Nationale Hitparade / Single Top 100
| Hitnotering week 1 t/m 6: 09-06-1984 t/m 14-07-1984 Hitnotering week 7 t/m 27: 06-04-1985 t/m 24-08-1985 Hitnotering week 28: 11-01-2025 | Hitnotering week 1 t/m 6: 09-06-1984 t/m 14-07-1984 Hitnotering week 7 t/m 27: 06-04-1985 t/m 24-08-1985 Hitnotering week 28: 11-01-2025 | Hitnotering week 1 t/m 6: 09-06-1984 t/m 14-07-1984 Hitnotering week 7 t/m 27: 06-04-1985 t/m 24-08-1985 Hitnotering week 28: 11-01-2025 | Hitnotering week 1 t/m 6: 09-06-1984 t/m 14-07-1984 Hitnotering week 7 t/m 27: 06-04-1985 t/m 24-08-1985 Hitnotering week 28: 11-01-2025 | Hitnotering week 1 t/m 6: 09-06-1984 t/m 14-07-1984 Hitnotering week 7 t/m 27: 06-04-1985 t/m 24-08-1985 Hitnotering week 28: 11-01-2025 | Hitnotering week 1 t/m 6: 09-06-1984 t/m 14-07-1984 Hitnotering week 7 t/m 27: 06-04-1985 t/m 24-08-1985 Hitnotering week 28: 11-01-2025 | Hitnotering week 1 t/m 6: 09-06-1984 t/m 14-07-1984 Hitnotering week 7 t/m 27: 06-04-1985 t/m 24-08-1985 Hitnotering week 28: 11-01-2025 | Hitnotering week 1 t/m 6: 09-06-1984 t/m 14-07-1984 Hitnotering week 7 t/m 27: 06-04-1985 t/m 24-08-1985 Hitnotering week 28: 11-01-2025 | Hitnotering week 1 t/m 6: 09-06-1984 t/m 14-07-1984 Hitnotering week 7 t/m 27: 06-04-1985 t/m 24-08-1985 Hitnotering week 28: 11-01-2025 | Hitnotering week 1 t/m 6: 09-06-1984 t/m 14-07-1984 Hitnotering week 7 t/m 27: 06-04-1985 t/m 24-08-1985 Hitnotering week 28: 11-01-2025 | Hitnotering week 1 t/m 6: 09-06-1984 t/m 14-07-1984 Hitnotering week 7 t/m 27: 06-04-1985 t/m 24-08-1985 Hitnotering week 28: 11-01-2025 | Hitnotering week 1 t/m 6: 09-06-1984 t/m 14-07-1984 Hitnotering week 7 t/m 27: 06-04-1985 t/m 24-08-1985 Hitnotering week 28: 11-01-2025 | Hitnotering week 1 t/m 6: 09-06-1984 t/m 14-07-1984 Hitnotering week 7 t/m 27: 06-04-1985 t/m 24-08-1985 Hitnotering week 28: 11-01-2025 | Hitnotering week 1 t/m 6: 09-06-1984 t/m 14-07-1984 Hitnotering week 7 t/m 27: 06-04-1985 t/m 24-08-1985 Hitnotering week 28: 11-01-2025 | Hitnotering week 1 t/m 6: 09-06-1984 t/m 14-07-1984 Hitnotering week 7 t/m 27: 06-04-1985 t/m 24-08-1985 Hitnotering week 28: 11-01-2025 | Hitnotering week 1 t/m 6: 09-06-1984 t/m 14-07-1984 Hitnotering week 7 t/m 27: 06-04-1985 t/m 24-08-1985 Hitnotering week 28: 11-01-2025 | Hitnotering week 1 t/m 6: 09-06-1984 t/m 14-07-1984 Hitnotering week 7 t/m 27: 06-04-1985 t/m 24-08-1985 Hitnotering week 28: 11-01-2025 | Hitnotering week 1 t/m 6: 09-06-1984 t/m 14-07-1984 Hitnotering week 7 t/m 27: 06-04-1985 t/m 24-08-1985 Hitnotering week 28: 11-01-2025 | Hitnotering week 1 t/m 6: 09-06-1984 t/m 14-07-1984 Hitnotering week 7 t/m 27: 06-04-1985 t/m 24-08-1985 Hitnotering week 28: 11-01-2025 | Hitnotering week 1 t/m 6: 09-06-1984 t/m 14-07-1984 Hitnotering week 7 t/m 27: 06-04-1985 t/m 24-08-1985 Hitnotering week 28: 11-01-2025 | Hitnotering week 1 t/m 6: 09-06-1984 t/m 14-07-1984 Hitnotering week 7 t/m 27: 06-04-1985 t/m 24-08-1985 Hitnotering week 28: 11-01-2025 | Hitnotering week 1 t/m 6: 09-06-1984 t/m 14-07-1984 Hitnotering week 7 t/m 27: 06-04-1985 t/m 24-08-1985 Hitnotering week 28: 11-01-2025 | Hitnotering week 1 t/m 6: 09-06-1984 t/m 14-07-1984 Hitnotering week 7 t/m 27: 06-04-1985 t/m 24-08-1985 Hitnotering week 28: 11-01-2025 | Hitnotering week 1 t/m 6: 09-06-1984 t/m 14-07-1984 Hitnotering week 7 t/m 27: 06-04-1985 t/m 24-08-1985 Hitnotering week 28: 11-01-2025 | Hitnotering week 1 t/m 6: 09-06-1984 t/m 14-07-1984 Hitnotering week 7 t/m 27: 06-04-1985 t/m 24-08-1985 Hitnotering week 28: 11-01-2025 | Hitnotering week 1 t/m 6: 09-06-1984 t/m 14-07-1984 Hitnotering week 7 t/m 27: 06-04-1985 t/m 24-08-1985 Hitnotering week 28: 11-01-2025 | Hitnotering week 1 t/m 6: 09-06-1984 t/m 14-07-1984 Hitnotering week 7 t/m 27: 06-04-1985 t/m 24-08-1985 Hitnotering week 28: 11-01-2025 | Hitnotering week 1 t/m 6: 09-06-1984 t/m 14-07-1984 Hitnotering week 7 t/m 27: 06-04-1985 t/m 24-08-1985 Hitnotering week 28: 11-01-2025 | Hitnotering week 1 t/m 6: 09-06-1984 t/m 14-07-1984 Hitnotering week 7 t/m 27: 06-04-1985 t/m 24-08-1985 Hitnotering week 28: 11-01-2025 | Hitnotering week 1 t/m 6: 09-06-1984 t/m 14-07-1984 Hitnotering week 7 t/m 27: 06-04-1985 t/m 24-08-1985 Hitnotering week 28: 11-01-2025 | Hitnotering week 1 t/m 6: 09-06-1984 t/m 14-07-1984 Hitnotering week 7 t/m 27: 06-04-1985 t/m 24-08-1985 Hitnotering week 28: 11-01-2025 | Hitnotering week 1 t/m 6: 09-06-1984 t/m 14-07-1984 Hitnotering week 7 t/m 27: 06-04-1985 t/m 24-08-1985 Hitnotering week 28: 11-01-2025 |
| Week | 1 | 2 | 3 | 4 | 5 | 6 | | 7 | 8 | 9 | 10 | 11 | 12 | 13 | 14 | 15 | 16 | 17 | 18 | 19 | 20 | 21 | 22 | 23 | 24 | 25 | 26 | 27 | | 28 | |
| --- | --- | --- | --- | --- | --- | --- | --- | --- | --- | --- | --- | --- | --- | --- | --- | --- | --- | --- | --- | --- | --- | --- | --- | --- | --- | --- | --- | --- | --- | --- | --- |
| Nummer | 38 | 30 | 37 | 40 | 47 | 45 | uit | 46 | 47 | 37 | 31 | 24 | 9 | 4 | 3 | 5 | 3 | 4 | 2 | 3 | 3 | 5 | 8 | 12 | 15 | 18 | 33 | 42 | uit | 87 | uit |

### TROS Top 50
Hitnotering: Eerste keer binnen 31-05-1984 t/m 07-06-1984. Hoogste notering: #42. Tweede hitnotering: 02-05-1985 t/m 15-08-1985. Hoogste  notering: 1 week op #1 (27-06-1985).

### TROS Europarade
Hitnotering: eerste periode 18-02-1985 t/m 25-03-1985 met als hoogste notering: #20 (1 week). Tweede periode: 30-05-1985 t/m 08-08-1985. Hoogste notering: #11 (1 week).

### NPO Radio 2 Top 2000
| Nummer met noteringen in de NPO Radio 2 Top 2000 | '99 | '00 | '01 | '02 | '03 | '04 | '05 | '06 | '07 | '08 | '09 | '10 | '11 | '12 | '13 | '14 | '15 | '16 | '17 | '18 | '19 | '20 | '21 | '22 | '23 | '24 |
| ------------------------------------------------ | --- | --- | --- | --- | --- | --- | --- | --- | --- | --- | --- | --- | --- | --- | --- | --- | --- | --- | --- | --- | --- | --- | --- | --- | --- | --- |
| Dancing in the Dark                              | 318 | 144 | 150 | 183 | 220 | 217 | 287 | 274 | 236 | 231 | 350 | 380 | 222 | 327 | 236 | 293 | 327 | 262 | 307 | 288 | 247 | 212 | 201 | 207 | 197 | 146 |

1. ↑  Een vetgedrukt getal geeft de hoogste notering aan.

### JOE FM Hitarchief Top 2000
| "Dancing in the Dark" | "Dancing in the Dark" | "Dancing in the Dark" | "Dancing in the Dark" | "Dancing in the Dark" | "Dancing in the Dark" | "Dancing in the Dark" |
| Jaar                  | 2009                  | 2010                  | 2011                  | 2012                  | 2013                  | 2014                  |
| --------------------- | --------------------- | --------------------- | --------------------- | --------------------- | --------------------- | --------------------- |
| Positie               | 85                    | 68                    | 52                    | 22                    | 14                    | 14                    |